# 北海 (北京市)

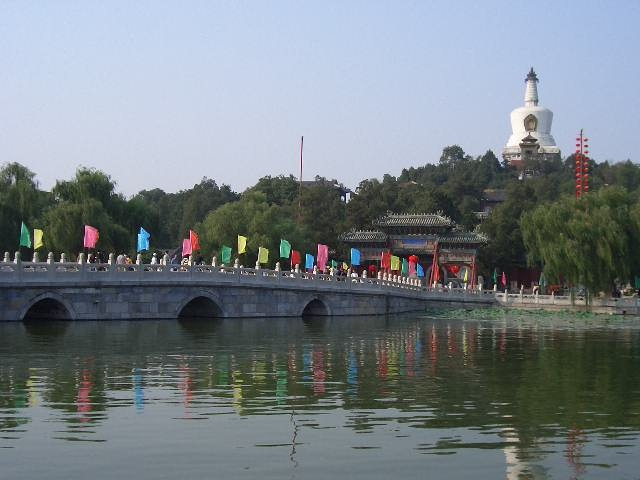
北海と瓊華島

北海（ほっかい）は、中華人民共和国北京市の北海公園内にある人工湖（人工池）のことである。

## 概要
北海には瓊華島があり、 1651年にダライ・ラマ5世の北京訪問を記念して建立された白塔というチベット仏教（ラマ教）の仏塔がある。